# Edolisoma mindanense
Edolisoma mindanense là một loài chim trong họ Campephagidae.